# Credit One Charleston Open 2022
Giải quần vợt Charleston Mở rộng 2022 (còn được biết đến với Credit One Charleston Open 2022 vì lý do tài trợ) là một giải quần vợt nữ chuyên nghiệp thi đấu trên mặt sân đất nện ngoài trời tại Family Circle Tennis Center ở Daniel Island, Charleston, South Carolina. Đây là lần thứ 49 giải đấu được tổ chức và là một phần của WTA 500 trong WTA Tour 2022. Đây là giải đấu duy nhất trong mùa giải sân đất nện thi đấu trên mặt sân đất nện màu xanh lá cây.

## Điểm và tiền thưởng

### Phân phối điểm
| Sự kiện | VĐ  | CK  | BK  | TK  | Vòng 1/16 | Vòng 1/32 | Vòng 1/64 | Q  | Q2 | Q1 |
| Đơn nữ  | 470 | 305 | 185 | 100 | 55        | 30        | 1         | 25 | 13 | 1  |
| Đôi nữ  | 470 | 305 | 185 | 100 | 1         | —         | —         | —  | —  | —  |

### Tiền thưởng
| Sự kiện | VĐ       | CK      | BK      | TK      | Vòng 1/16 | Vòng 1/32 | Vòng 1/64 | Q2     | Q1     |
| Dơn nữ  | $158,800 | $98,190 | $49,600 | $19,400 | $9,900    | $5,420    | $3,980    | $2,400 | $1,230 |
| Đôi nữ  | $42,650  | $25,900 | $14,720 | $7,650  | $4,600    | —         | —         | —      | —      |

## Nội dung đơn

### Hạt giống
| Quốc gia | Tay vợt              | Xếp hạng1 | Hạt giống |
| -------- | -------------------- | --------- | --------- |
|          | Aryna Sabalenka      | 5         | 1         |
| ESP      | Paula Badosa         | 6         | 2         |
| CZE      | Karolína Plíšková    | 8         | 3         |
| TUN      | Ons Jabeur           | 10        | 4         |
| KAZ      | Elena Rybakina       | 18        | 5         |
| USA      | Jessica Pegula       | 21        | 6         |
| CAN      | Leylah Fernandez     | 22        | 7         |
|          | Veronika Kudermetova | 23        | 8         |
| USA      | Madison Keys         | 26        | 9         |
| SUI      | Belinda Bencic       | 28        | 10        |
| CZE      | Petra Kvitová        | 32        | 11        |
| FRA      | Alizé Cornet         | 36        | 12        |
| USA      | Sloane Stephens      | 38        | 13        |
| AUS      | Ajla Tomljanović     | 39        | 14        |
| USA      | Amanda Anisimova     | 41        | 15        |
| CHN      | Zhang Shuai          | 43        | 16        |

- 1 Bảng xếp hạng vào ngày 21 tháng 3 năm 2022.[2]

### Vận động viên khác
Đặc cách:
- Linda Fruhvirtová
- Caty McNally
- Emma Navarro[3]
- Aryna Sabalenka

Bảo toàn thứ hạng: 
- Katarina Zavatska

Vượt qua vòng loại:
- Robin Anderson
- Sophie Chang
- Francesca Di Lorenzo
- Ulrikke Eikeri
- Nadiia Kichenok
- Allie Kiick
- Gabriela Lee
- Sachia Vickery

Thua cuộc may mắn:
- CoCo Vandeweghe
- Heather Watson

### Rút lui
Trước giải đấu
- Danielle Collins → thay thế bởi  Alycia Parks
- Simona Halep → thay thế bởi  Anastasia Gasanova
- Veronika Kudermetova → thay thế bởi  CoCo Vandeweghe
- Ann Li → thay thế bởi  Katarina Zavatska
- Tereza Martincová → thay thế bởi  Wang Xiyu
- Garbiñe Muguruza → thay thế bởi  Claire Liu
- Jeļena Ostapenko → thay thế bởi  Hailey Baptiste
- Nuria Párrizas Díaz → thay thế bởi  Wang Xinyu
- Andrea Petkovic → thay thế bởi  Arianne Hartono
- Arantxa Rus → thay thế bởi  Yuan Yue
- Mayar Sherif → thay thế bởi  Mariam Bolkvadze
- Elina Svitolina → thay thế bởi  Magdalena Fręch
- Iga Świątek → thay thế bởi  Heather Watson

### Bỏ cuộc
- Madison Brengle (chấn thương đầu gối trái)
- Petra Kvitová (chấn thương đùi trái)

## Nội dung đôi

### Hạt giống
| Quốc gia | Tay vợt           | Quốc gia | Tay vợt        | Xếp hạng1 | Hạt giống |
| -------- | ----------------- | -------- | -------------- | --------- | --------- |
| USA      | Caroline Dolehide | CHN      | Zhang Shuai    | 32        | 1         |
| USA      | Desirae Krawczyk  | NED      | Demi Schuurs   | 37        | 2         |
| CHI      | Alexa Guarachi    | USA      | Jessica Pegula | 53        | 4         |
| SLO      | Andreja Klepač    | POL      | Magda Linette  | 58        | 4         |

- 1 Bảng xếp hạng vào ngày 21 tháng 3 năm 2022.

### Vận động viên khác
Đặc cách:
- Francesca Di Lorenzo /  Katie Volynets

### Rút lui
Trước giải đấu
- Lyudmyla Kichenok /  Jeļena Ostapenko → thay thế bởi  Lyudmyla Kichenok /  Anastasia Rodionova
- Darija Jurak Schreiber /  Andreja Klepač → thay thế bởi  Andreja Klepač /  Magda Linette
- Alexa Guarachi /  Nicole Melichar-Martinez → thay thế bởi  Anna Danilina /  Aliaksandra Sasnovich
- Magda Linette /  Bernarda Pera → thay thế bởi  Tereza Mihalíková /  Květa Peschke

## Nhà vô địch

### Đơn
- Belinda Bencic đánh bại  Ons Jabeur, 6–1, 5–7, 6–4

### Đôi
- Andreja Klepač /  Magda Linette đánh bại  Lucie Hradecká /  Sania Mirza, 6–2, 4–6, [10–7]